# カーリヤ

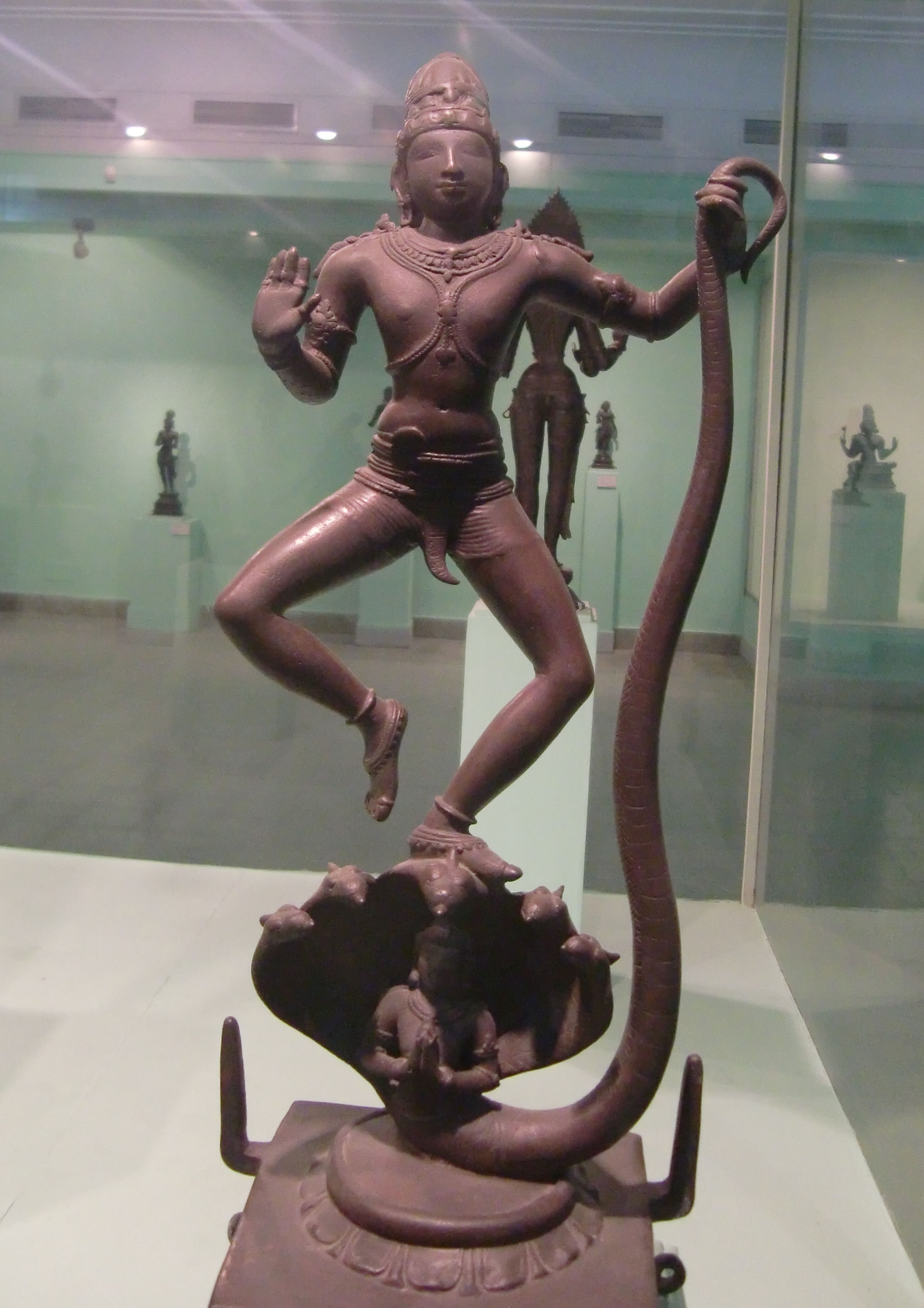
蛇王カーリヤの頭上で踊るクリシュナ像。青銅製、10世紀（チョーラ朝時代）。南インドのタミル・ナードゥ州出土。ニューデリー国立美術館収蔵。

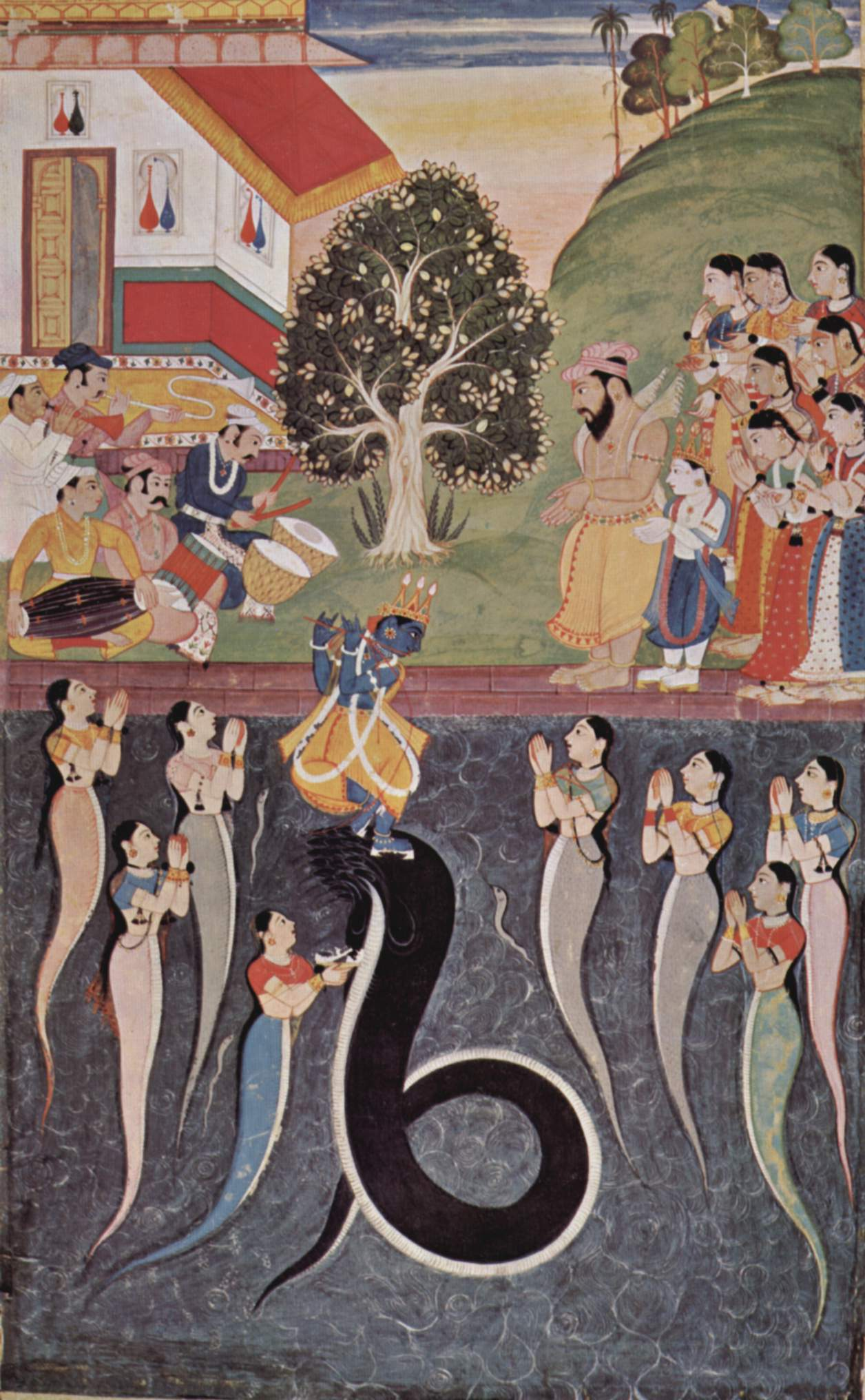
カーリヤの頭上で踊るクリシュナ。カーリヤの頭はつぶされ、その周囲で一族の者たちがクリシュナに許しを請っている。

カーリヤ (Kāliya) は、インド神話の英雄クリシュナに退治された、猛毒を持つナーガ族の王である。『マハーバーラタ』1巻によると聖仙カシュヤパとカドゥルーの間に最初に生まれた1000匹のナーガラージャの1人。
『バーガヴァタ・プラーナ』では、カーリヤがガルダと戦ってヤムナー川に逃げ込み、後にクリシュナの加護を受けてかつての住処に帰った話が語られている。

## 物語
かつてカーリヤはラマナカ島というナーガ族の島に棲んでいた。島のナーガたちはガルダを恐れるあまり、人々から捧げられた供物の一部をガルダに譲っていたが、カーリヤは奢ってガルダの供物を密かに食べていた。このことがガルダに知れると、カーリヤは怒ったガルダに打ち負かされ、ヤムナー川の川底に逃げ込んだ。ヤムナー川は聖仙サウバリの呪いによってガルダが近づくことのできない場所となっており、カーリヤはナーガ族の中でただ1人、そのことを知っていたのである。
これ以降、カーリヤは一族とともにヤムナー川に棲んだが、カーリヤの猛毒は川の水を煮えたぎらせ、毒気を含んだ熱風を起こした。そのため付近の植物は枯れ、鳥獣は死んだという。
あるときクリシュナはヤムナー川にやってきた牛飼いたちが毒に倒れるのを見て、カーリヤに戦いを挑んだ。カーリヤは長い胴体でクリシュナを絞め殺そうとしたが、体の大きさを自在に変化できるクリシュナは自分の体を大きくしていったので、カーリヤは体がちぎれそうになってクリシュナを放した。クリシュナがカーリヤの頭に飛び上がって踊りだすと、なおも攻撃を仕掛けたが、そのたびにクリシュナはカーリヤの頭を踏みつけて次々と頭をつぶしていった。自らの体内に宇宙を持つクリシュナの重さは半端ではなく、カーリヤはその重さに耐えかねて血を吐き、川底に沈んでいった。
しかしカーリヤの妃が命乞いをしたので、許されて、かつて住んでいたマラナカ島に帰ることを命じられた。こうしてカーリヤとその一族はヤムナー川を去り、川の水は清浄になったという。なお、カーリヤの頭にはクリシュナの足跡が残り、ガルダに対するクリシュナの加護の証となった。
そして以後カーリヤの一族には皆頭に足跡の印が現れ、この印の加護によりナーガの天敵であるガルダでさえこの一族には手出し出来なかったという。

## 美術
クリシュナ神話はインド美術の定番となったが、カーリヤのエピソードもその1つで、カーリヤの頭上で踊るクリシュナの姿が好んで描かれた。クリシュナは主に左足でカーリヤの鎌首を踏み、左手でカーリヤの尾をつかんでいる。カーリヤはクリシュナの足の下で合掌したナーガの姿か、あるいは多頭のコブラで表される。